# Пучковський Олександр Іванович
Олександр Іванович Пучковський (16 грудня 1879 — † 1 лютого 1938) — полковник Армії УНР.

## Біографія
Народився на Чернігівщині. Закінчив кавалерійське училище (1900), служив у Ризький 11-й драгунський  полк (Крем'янець), у складі якого брав участь у Першій світовій війні.
Останнє звання у російській армії — підполковник.
У 1918 р. — помічник командира 19-го кінно-козачого Сумського та 6-го кінно-козачого Ольвіопольського полків Армії Української Держави.
З грудня 1918 р. до 1 лютого 1919 р. — начальник штабу 2-ї кінної (згодом — 5-ї кінної дієвої дивізії).
З травня 1919 р. — начальник оперативного відділу штабу 4-ї Холмської (згодом — Сірожупанної) дивізії Дієвої армії УНР.
З липня 1919 р. — начальник кінного відділу Житомирської юнацької школи.
З 8 лютого 1920 р. до 28 липня 1920 р. — начальник Спільної (Кам'янецької) військової школи, згодом — викладач школи.
Помер та похований у Ковелі.